# Lindmania arachnoidea
Lindmania arachnoidea (лат. Lindmania arachnoidea) — растение из рода Линдмания семейства Бромелиевые (лат. Bromeliaceae) подсемейства Питкерниевые (лат. Pitcairnioideae).

## Авторы названия вида
Растение Lindmania arachnoidea было изучено и описано такими американскими ботаниками, как Лайман Брэдфорд Смит, Джулиан Альфред Стейермарк и Робинсон.

## Распространение
Вид Lindmania arachnoidea встречается в Венесуэле, где он является эндемичным.